# Frank Ocean
Frank Ocean (geboren als Christopher Francis Breaux, Long Beach, 28 oktober 1987) is een Amerikaanse singer-songwriter, rapper, producer en fotograaf.

## Carrière
Ocean groeide op in New Orleans en besloot na orkaan Katrina te verhuizen naar Los Angeles. Ocean begon zijn carrière als ghostwriter met het schrijven van nummers voor onder anderen Justin Bieber, Beyoncé en John Legend. In 2010 werd hij lid van de hiphopgroep Odd Future. Op 16 februari 2011 kwam zijn debuutmixtape Nostalgia, Ultra uit. In 2012 verscheen zijn eerste studioalbum Channel orange. Dit album kreeg in 2013 de Grammy voor beste hedendaags urban album. In 2016 volgde zijn tweede studioalbum Blonde. Dit nummer piekte op 1 in de albumlijst van 8 landen, waaronder België, het Verenigd Koninkrijk en de Verenigde Staten. In 2017 scoorde Ocean een hit met Slide, een samenwerking met Calvin Harris en Migos. Zowel in de Nederlandse Top 40 als de Vlaamse Ultratop 50 en de Britse Singles Chart bereikte dit nummer de tiende plaats.

## Privé
Ocean is geboren in Long Beach, Californië. Toen hij vijf jaar oud was, verhuisde hij met zijn familie naar New Orleans. Op 4 juli 2012 maakte hij bekend dat zijn eerste echte liefde een jongen was. Hij onthulde toen in een open brief dat hij op zijn 19e voor het eerst verliefd werd op een jongen. Hiermee is hij een van de eerste grote hiphopartiesten die openlijk uitkomt voor zijn biseksualiteit.

## Discografie

### Albums
| Album met eventuele hitnotering(en) in de Nederlandse Album Top 100 | Datum van verschijnen | Datum van binnenkomst | Hoogste positie | Aantal weken | Opmerkingen |
| ------------------------------------------------------------------- | --------------------- | --------------------- | --------------- | ------------ | ----------- |
| Channel orange                                                      | 10-07-2012            | 14-07-2012            | 13              | 11           |             |
| Blonde                                                              | 20-08-2016            | 27-08-2016            | 2               | 18           |             |

| Album met hitnotering(en) in de Vlaamse Ultratop 200 albums | Datum van verschijnen | Datum van binnenkomst | Hoogste positie | Aantal weken | Opmerkingen |
| ----------------------------------------------------------- | --------------------- | --------------------- | --------------- | ------------ | ----------- |
| Channel orange                                              | 2012                  | 21-07-2012            | 18              | 98*          |             |
| Blonde                                                      | 2016                  | 27-08-2016            | 1(1wk)          | 276*         |             |

### Singles
| Single met eventuele hitnotering(en) in de Nederlandse Top 40 | Datum van verschijnen | Datum van binnenkomst | Hoogste positie | Aantal weken | Opmerkingen                                                           |
| ------------------------------------------------------------- | --------------------- | --------------------- | --------------- | ------------ | --------------------------------------------------------------------- |
| Slide                                                         | 24-02-2017            | 11-03-2017            | 10              | 12           | met Calvin Harris & Migos / Nr. 21 in de Single Top 100 / Alarmschijf |

| Single met hitnotering(en) in de Vlaamse Ultratop 50 | Datum van verschijnen | Datum van binnenkomst | Hoogste positie | Aantal weken | Opmerkingen               |
| ---------------------------------------------------- | --------------------- | --------------------- | --------------- | ------------ | ------------------------- |
| Swim good                                            | 23-01-2012            | 04-02-2012            | tip39           | -            |                           |
| No church in the wild                                | 28-05-2012            | 30-06-2012            | 40              | 4            | met Jay-Z & Kanye West    |
| Pyramids                                             | 23-07-2012            | 28-07-2012            | tip24           | -            |                           |
| Lost                                                 | 2013                  | 02-02-2013            | tip13           | -            |                           |
| Pink + white                                         | 2016                  | 10-09-2016            | tip3            | -            |                           |
| Nights                                               | 2016                  | 28-01-2017            | tip             | -            |                           |
| Slide                                                | 24-02-2017            | 11-03-2017            | 10              | 17           | met Calvin Harris & Migos |
| Chanel                                               | 10-03-2017            | 25-03-2017            | tip             | -            |                           |
| Provider                                             | 28-08-2017            | 16-09-2017            | tip             | -            |                           |
| Moon river                                           | 14-02-2018            | 24-02-2018            | tip             | -            |                           |

### NPO Radio 2 Top 2000
| Nummer met noteringen in de NPO Radio 2 Top 2000 | '23  | '24  |
| ------------------------------------------------ | ---- | ---- |
| Lost                                             | 1768 | 1472 |

1. ↑  Een vetgedrukt getal geeft de hoogste notering aan.
2. ↑  2023 was het eerste jaar met een notering voor dit nummer.